# مرصادالعباد
مرصادالعباد (گذرگاه بندگان) با نام کامل‌تر مرصاد العباد من المبدأ الی المعاد، کتابی به زبان فارسی در باب تصوف و سلوک، اثر نجم‌الدین رازی است. نگارش کتاب در ربع اول سده هفتم هجری قمری بوده است، ولی در سبک به آثار سده ششم ماننده‌تر است.

## ویرایش کتاب
- تصحیح انتقادی متن مرصادالعباد توسط محمدامین ریاحی اولین بار در ۱۳۵۲ در سلسله انتشارات بنگاه ترجمه و نشر کتاب منتشر شده و به چاپ‌های متعدد رسیده‌است.
- دیگر بار، مرصادالعباد اثر نجم‌الدین رازی در سال ۱۳۸۷ توسط عزیزالله علیزاده، در ۴۰۰ صفحه، تصحیح و همراه با پیوست‌هایی همچون نمایه عام و واژه‌نامه ای مشتمل بر معنای ۱۰۷۸ واژه، نگارش ترجمه آیات قرآن، احادیث عبارات و اشعار عربی در ۱۳۰۰ پانویس در تهران منتشر شد.[۲][۳]

## درون‌مایه
مرصادالعباد بر پنج باب و چهل فصل بنا شده، و فهرست فصول در مقدمه آن آمده‌ است. باب دوم مبدأ موجودات یا آفرینش جهان و انسان است و در فصل چهارم و پنجم آن داستان لطیف دلاویزی از آفرینش آدم پرداخته که بی‌شبهه از دلاویزترین نثرهای شاعرانه در زبان فارسی بشمار می‌آید.  باب سوم در معاش خلق مفصل‌ترین ابواب کتاب و قریب به نیمی از آن را شامل است و در آن طی بیست فصل اصول عقاید عرفانی آمده‌است. در باب چهارم در ضمن چهار فصل معاد نفوس مختلف نگارش یافته‌است. در باب پنجم سلوک طوایف مختلف از پادشاهان تا پیشه‌وران و برزگران و وظایف اخلاقی و دینی هر طبقه در هشت فصل بیان گردیده، و این باب از نظر اشتمال بر جزئیات وضع اجتماعی عصر تألیف کتاب از ممتع‌ترین قسمت‌های آن است.
گرچه کتاب در دوران اعتلای نثر فنی نوشته شده‌است در مجموع انشای آن (چون غالب آثار صوفیانه) به‌ نسبت ساده‌‌ است؛ ولی نثر آن یک‌ دست نیست و گاه تأثیر نثر فنی در آن دیده می‌شود. به مقتضای موضوع کاربرد صنایع لفظی کاستی و فزونی می‌گیرد. مرصادالعباد از آخرین نمونه‌های نثر خوب فارسی‌است.
- از جمله موارد اهمیت مرصادالعباد این است که از قدیم‌ترین کتاب‌های فارسی است که در آن برخی از رباعی‌های خیام — در مقام انتقاد شدید از وی — نقل شده‌است.
- مرصادالعباد از آثاری است که حافظ آن را خوانده و از آن تأثیر گرفته است.[۴][۵]

## ترجمه
مرصادالعباد توسط حامد الگار به زبان انگلیسی ترجمه شده‌است.

## ساختار کتاب
نجم‌الدین ابوبکر عبدالله رازی
باب اول: در دیباچه کتاب 	
فصل اول: در بیان آن که فایده نهادن کتاب در سخن ارباب طریقت و بیان سلوک چه چیز است
فصل دوم: در بیان آن که سبب نهادن این کتاب چه بود خاصه به پارسی
فصل سیم: در بیان آن که این کتاب بر چه نسق و نهج نهاده آمد
باب دوم: در بیان مبدأ موجودات 	
فصل اول: در بیان فطرت ارواح و مراتب معرفت آن
فصل دوم: در شرح ملکوتیات و مدارج آن
فصل سیم: در ظهور عوالم مختلف از ملک و ملکوت
فصل چهارم: در بدایت خلقت قالب انسان
فصل پنجم: در بدو تعلق روح بقالب
باب سیم: در معاش خلق 	
فصل اول: در بیان حجب روح انسان از تعلق قالب و آفات آن
فصل دوم: در بیان حکمت تعلق روح به قالب و فواید آن
فصل سیم: در بیان احتیاج به انبیاء عَلَیهُم آلسلام در پرورش انسان
فصل چهارم: در بیان نسخ ادیان و ختم نبوت به محمّد
فصل پنجم: در بیان تربیت قالب انسان بر قانون شریعت
فصل ششم: در بیان تزکیت نفس و معرفت آن
فصل هفتم: در بیان تصفیه دل بر قانون طریقت
فصل هشتم: در بیان تحلیه روح بر قانون حقیقت
فصل نهم: در بیان احتیاج به شیخ در تربیت انسان و سلوک راه
فصل دهم: در بیان مقام شیخی و شرایط و صفات آن
فصل یازدهم: در بیان شرایط و صفات مریدی و آداب آن
فصل دوازدهم: در بیان احتیاج به ذکر و اختصاص به ذکر لااله‌الاالله
فصل سیزدهم: در بیان کیفیت ذکر گفتن و شرایط و آداب آن
فصل چهاردهم: در بیان احتیاج مرید به تلقین ذکر از شیخ و خاصیت آن
فصل پانزدهم: در بیان احتیاج به خلوت و شرایط و آداب آن
فصل شانزدهم: در بیان بعضی وقایع غیبی و فرق میان خواب و واقعه
فصل هفدهم: در بیان مشاهدات انوار و مراتب آن
فصل هجدهم: در بیان مکاشفات و انواع آن
فصل نوزدهم: در بیان تجلی ذات و صفات خداوندی
فصل بیستم: در بیان وصول به حضرت خداوندی بی‌اتصال و انفصال
باب چهارم: در بیان معاد نفوس سعدا و اشقیا 	
فصل اول: در معاد نفس ظالم و آن نفس لوامه است
فصل دوم: در معاد نفس مقتصد و آن نفس ملهمه است
فصل سیم: در معاد نفس سابق و آن نفس مطمئنه است
فصل چهارم: در معاد نفس اشقی و آن نفس اماره است
باب پنجم: در بیان سلوک طوایف مختلف 	
فصل اول: در بیان سلوک ملوک و ارباب فرمان
فصل دوم: در بیان حال ملوک و سیرت ایشان با هر طایفه از رعایا و شفقت بر احوال خلق
فصل سیم: در بیان سلوک وزرا و اصحاب قلم و نواب
فصل چهارم: در بیان سلوک علما از مفتیان و مذکران و قضات
فصل پنجم: در بیان سلوک ارباب نعم و اصحاب اموال
فصل ششم: در بیان سلوک دهاقین و رؤسا و مزارعان
فصل هفتم: در بیان سلوک اهل تجارت
فصل هشتم: در بیان سلوک محترفه و اهل صنایع 	
خاتمه تحریر دوم مرصاد العباد
ضمایم مرصاد العباد 	
فهرست اعلام 	
۱ ـ فهرست اسامی اشخاص و فِرَق
۲ ـ فهرست اسامی اماکن
۳ ـ فهرست اسامی کتاب‌ها
لغت‌نامه